# Perşembe
Perşembe (en turc, antigament Boon en grec o Vona en llatí) és una vila i un districte de la província d'Ordu (Turquia), situada a l'est del Cap Vona, a la costa del mar Negre. Dista 13 km de la ciutat d'Ordu. És un dels millors ports de la costa per la profunditat de les seves aigües.
Perşembe es troba a la Península de Vona, i és considerada el punt on els llegendaris Jàson i els argonautes es van veure forçats a desembarcar durant la seva pugna amb les tempestes i corrents de la Mar Negra.